# Milaja
Milaja (tiếng Ả Rập: الملاجة) là một ngôi làng Syria nằm ở Kafr Nabl Nahiyah ở huyện Maarrat al-Nu'man, Idlib. Theo Cục Thống kê Trung ương Syria (CBS), Milaja có dân số 486 trong cuộc điều tra dân số năm 2004.